# دینویدی (ویرجینیا)
دینویدی (به انگلیسی: Dinwiddie) یک منطقهٔ مسکونی در ایالات متحده آمریکا است که در شهرستان دینیویدی، ویرجینیا واقع شده‌است. دینویدی ۲۵۶ متر بالاتر از سطح دریا واقع شده‌است.